# 对二氯苯 (歌曲)
《对二氯苯》是一首由镜音连主唱的Vocaloid曲，也是オワタP的代表曲，它是苯系列的第三作，曲名来自驱虫剂的成分之一。它于2009年9月19日5:55于Niconico动画发布，于2014年5月6日于YouTube公开。截止2022年1月，它在Niconico动画的播放数超过491万次，在YouTube上的播放数超过157万。
《对二氯苯》的改词歌曲《不擅长化学的对二氯苯》于2010年12月9日投稿至Niconico，其播放数已达200万。

## 收录

### 专辑
- 『EXIT TUNES PRESENTS Vocalogenesis feat.初音ミク』[4]
- 『EXIT TUNES PRESENTS Vocalogemini feat.鏡音リン、鏡音レン』[5]

### 游戏
- 『初音ミク Project DIVA Arcade Future Tone』[6]
- 『初音ミク -Project DIVA- F 2nd』[7]
- 『初音ミク Project DIVA MEGA39’s』[8]
- 『プロジェクトセカイ カラフルステージ! feat.初音ミク』